# ハセガワケイスケ
ハセガワ ケイスケ（男性、12月26日 - ）は、日本のライトノベル作家。福井県生まれ。
アミューズメントメディア総合学院東京校ノベルス学科卒業。第8回電撃ゲーム小説大賞に応募した作品が編集者の目にとまり、2003年6月に『しにがみのバラッド。』でデビュー。

## 作品リスト

### 小説

#### 電撃文庫
- しにがみのバラッド。
- じーちゃん・ぢぇっと!
- 撲殺天使ドクロちゃんです（共著） ISBN 4-8402-3443-4
- みずたまぱにっく。 -This is MIZUTAMASHIRO!!-
- シニガミノバラッド。アンノウンスターズ。
- 天穹のカムイ
- 帰宅部のエースくん。
- ジョシコーセーの成分。
- 電子魔法使いのトロニカ。
- たとえばラブとカミサマーデイズ。
- 少女クロノクル。 GIRL'S CHRONO-CLE
- カーテンコールが鳴る前に。school girl babyish

#### メディアワークス文庫
- いのち短しサブカれ乙女。

#### IIV
- 箱んでばっかの警備屋さん。[1]
- さらば勇者だったキミのぜんぶ。GOODBYE, MY BRAVER [2]

### ビジュアルノベル
- しにがみのバラッド。ひとつのあいのうた。
- しにがみのバラッド。はねのないおんなのこ。